# Bagno termostatico

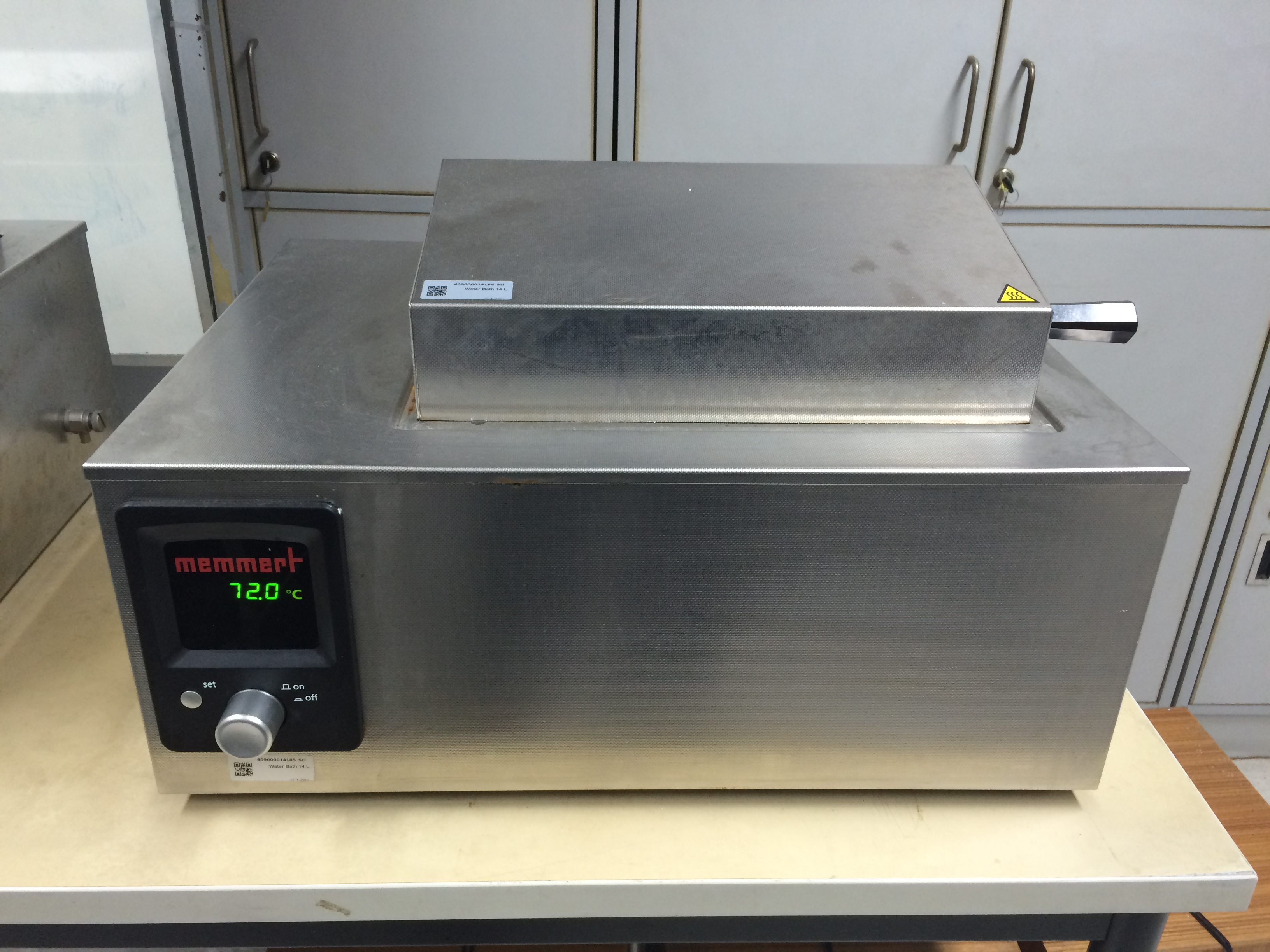
Un bagno termostatico operante a 72°C

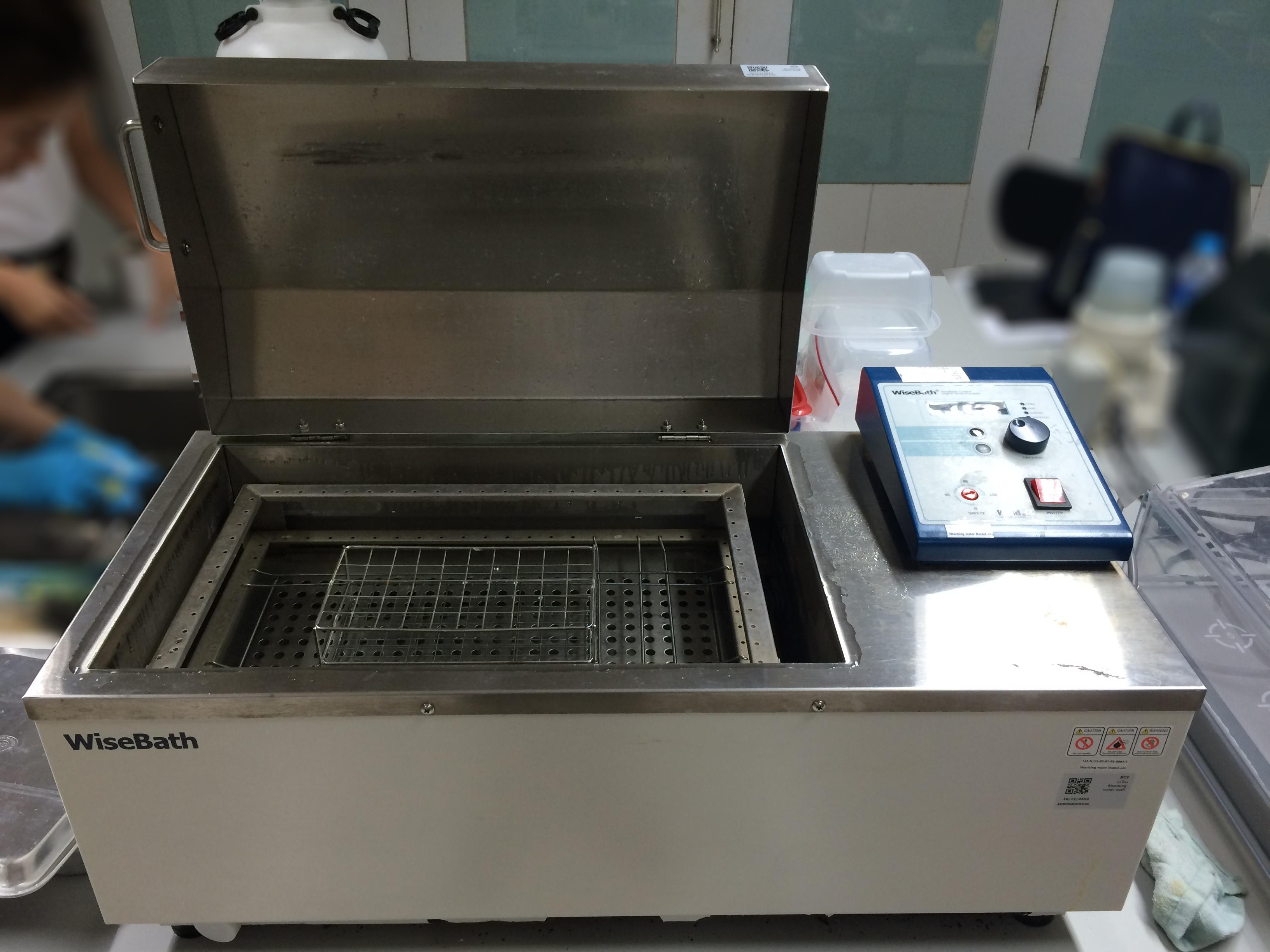
Interno di un bagno termostatico

Un bagno termostatico è un equipaggiamento da laboratorio costituito da un contenitore riempito d'acqua riscaldata. È usato per incubare campioni in acqua a temperatura costante in un lungo periodo di tempo.
Tutti i bagni termostatici hanno un'interfaccia digitale o un dispositivo analogico per consentire all'utente di impostare la temperatura desiderata. l'uso include il riscaldamento di reagenti, la fusione di substrati o l'incubazione di colture cellulari.
È anche usato per attivare certe reazioni chimiche che avvengono ad alte temperature.
Il bagno termostatico è la fonte di riscaldamento di componenti chimici infiammabili preferita rispetto ad una fiamma aperta per prevenire la combustione. 
Si usano differenti tipi di bagni termostatici in base all'utilizzo. Tutti i bagni termostatici sono usati fino a temperature di 99.9 °C. 
Quando le temperature superano i 100 °C si usano metodi alternativi come il bagno ad olio, il bagno al silicone o il bagno a sabbia.

## Precauzioni
- Non si raccomanda l'uso di bagni termostatici con umidità o reazioni firoforiche.[5]
- Non riscaldare un fluido sotto il suo punto d'infiammabilità.[5][6]
- Il livello dell'acqua dovrebbe essere monitorato regolarmente e riempito solo con acqua distillato.[7][8] Questo è essenziale per prevenire la deposizione dei sali al riscaldamento.[8]
- Per prevenire dalla crescita di organismi si possono usare disinfettanti.[6][7]
- Alzare la temperatura a 90 °C o maggiore una volta a settimana per mezz'ora per scopi di decontaminazione.[6]
- Gli indicatori tendono a fuoriuscire facilmente nei bagni termostatici, usarne di resistenti all'acqua.
- Se l'applicazione coinvolge liquidi che producono vapore, è raccomandato preparare bagni termostatici in una zona ben ventilata.[9]
- Il coperchio è chiuso per prevenire l'evaporazione ed aiutare a raggiungere alte temperature.[9]
- Riporre su una superficie stabile e lontano da materiali infiammabili.[6]

## Tipi di bagni termostatici

### Bagni termostatici circolanti
Anche detti agitatori, i bagni termostatici circolanti sono ideali per l'uso quando la consistenza e l'uniformità della temperatura sono critiche, come negli esperimenti enzimatici e serologici. 
L'acqua è fatta circolare per il bagno termostatico permettendo una maggiore uniformità della temperatura.

### Bagni termostatici non circolanti
Questo tipo di bagno termostatico è usato per convezione per uniformare il riscaldamento dell'acqua. Tuttavia è meno accurato in termini di controllo della temperatura. Inoltre ci sono elementi aggiuntivi che forniscono l'agitazione per i bagni termostatici non circolanti per creare trasferimenti di calore più uniformi.

### Bagni termostatici agitanti
Questo tipo di bagni termostatico ha un controllo extra per l'agitazione, che muove intorno i liquidi.
Questa funzione di agitazione può essere attivata o disattivata.
In microbiologia, l'agitazione costante consente la crescita di colture microbiologiche cellulari in acqua per un miscuglio costante con l'aria.

## Galleria d'immagini

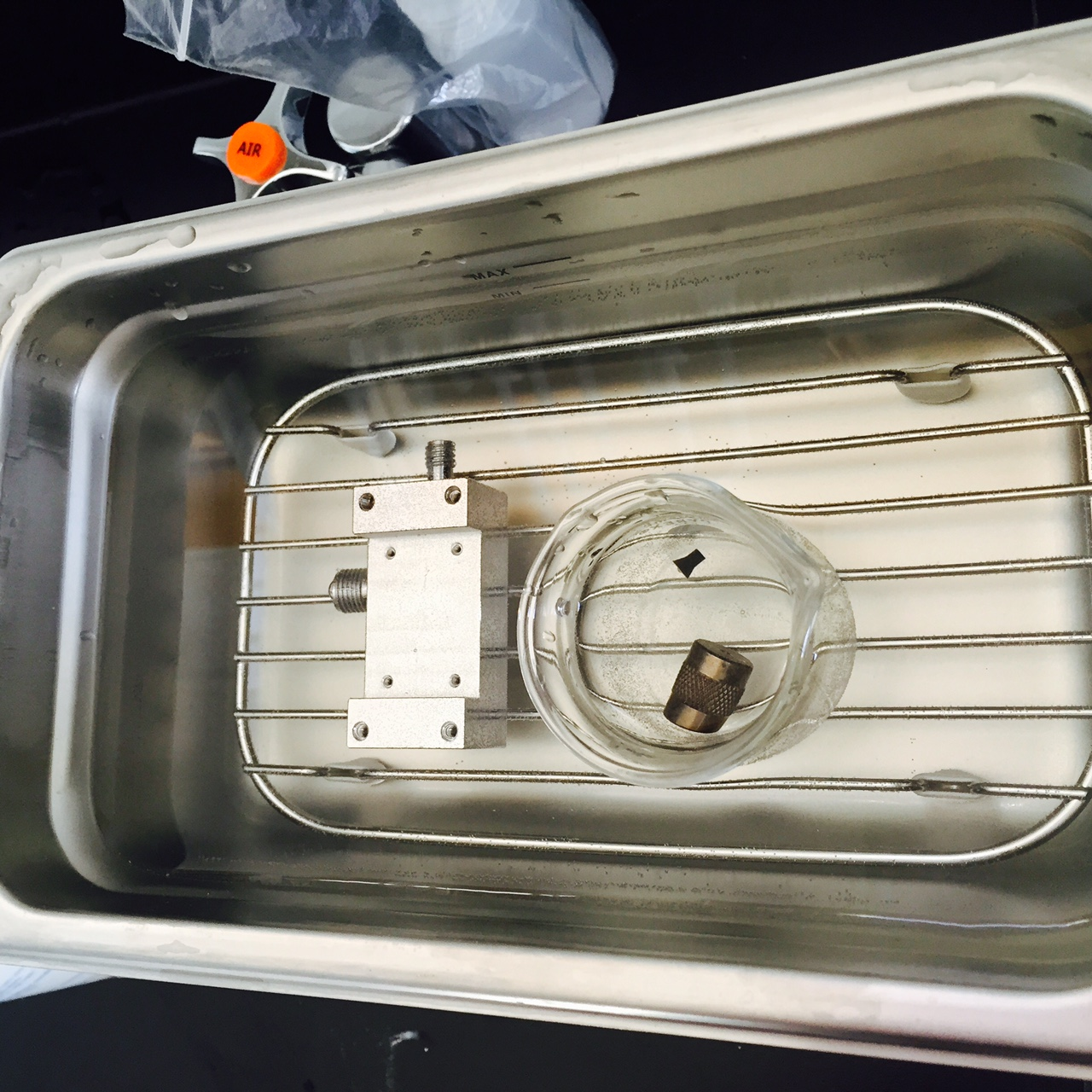
Metodi di pulizia dell'acqua marina LWIA; bagno termostatico con blocco ad iniezione, supporto setto ed inserto
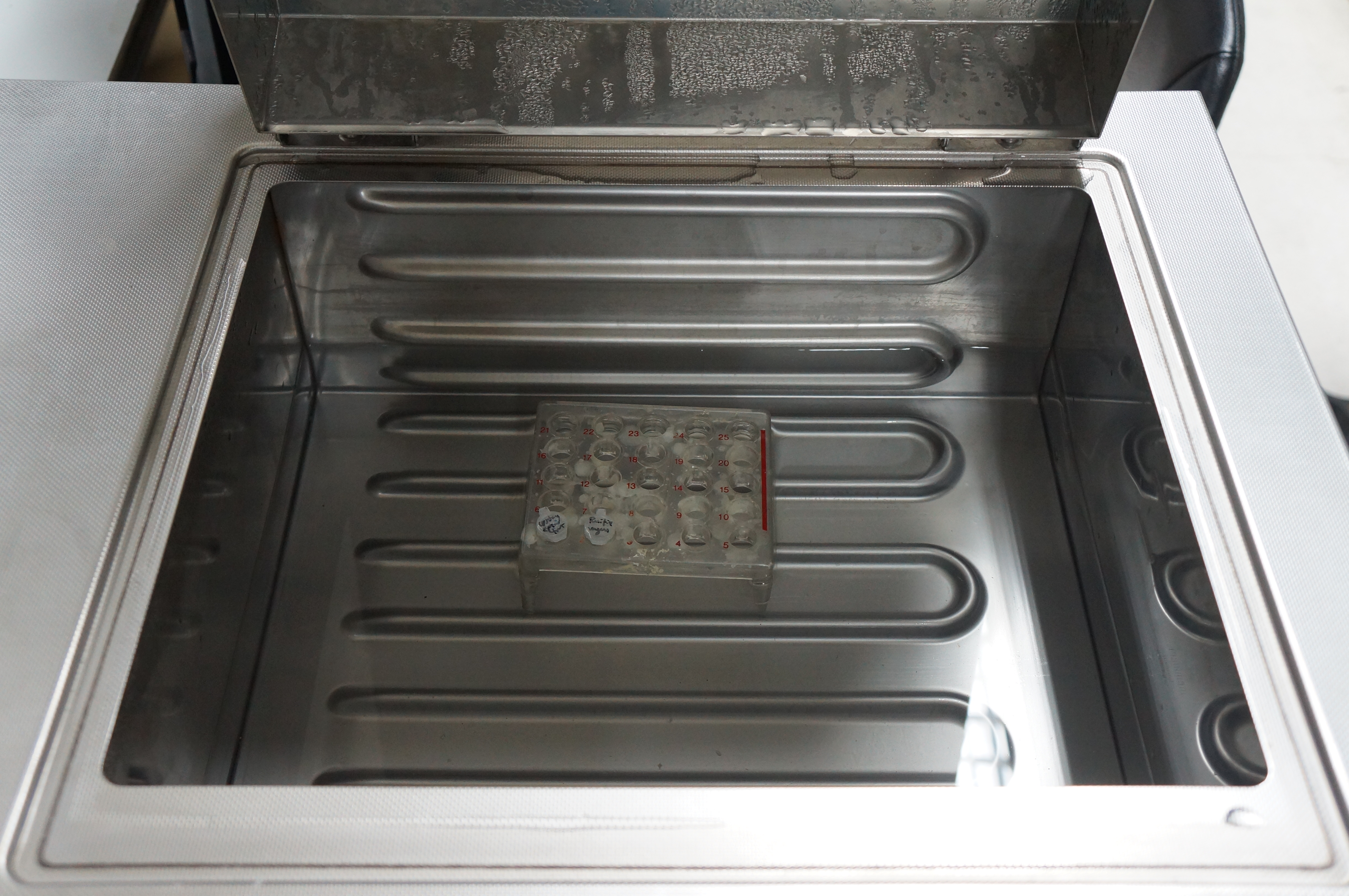
Interno bagno termostatico con micro centrifuga
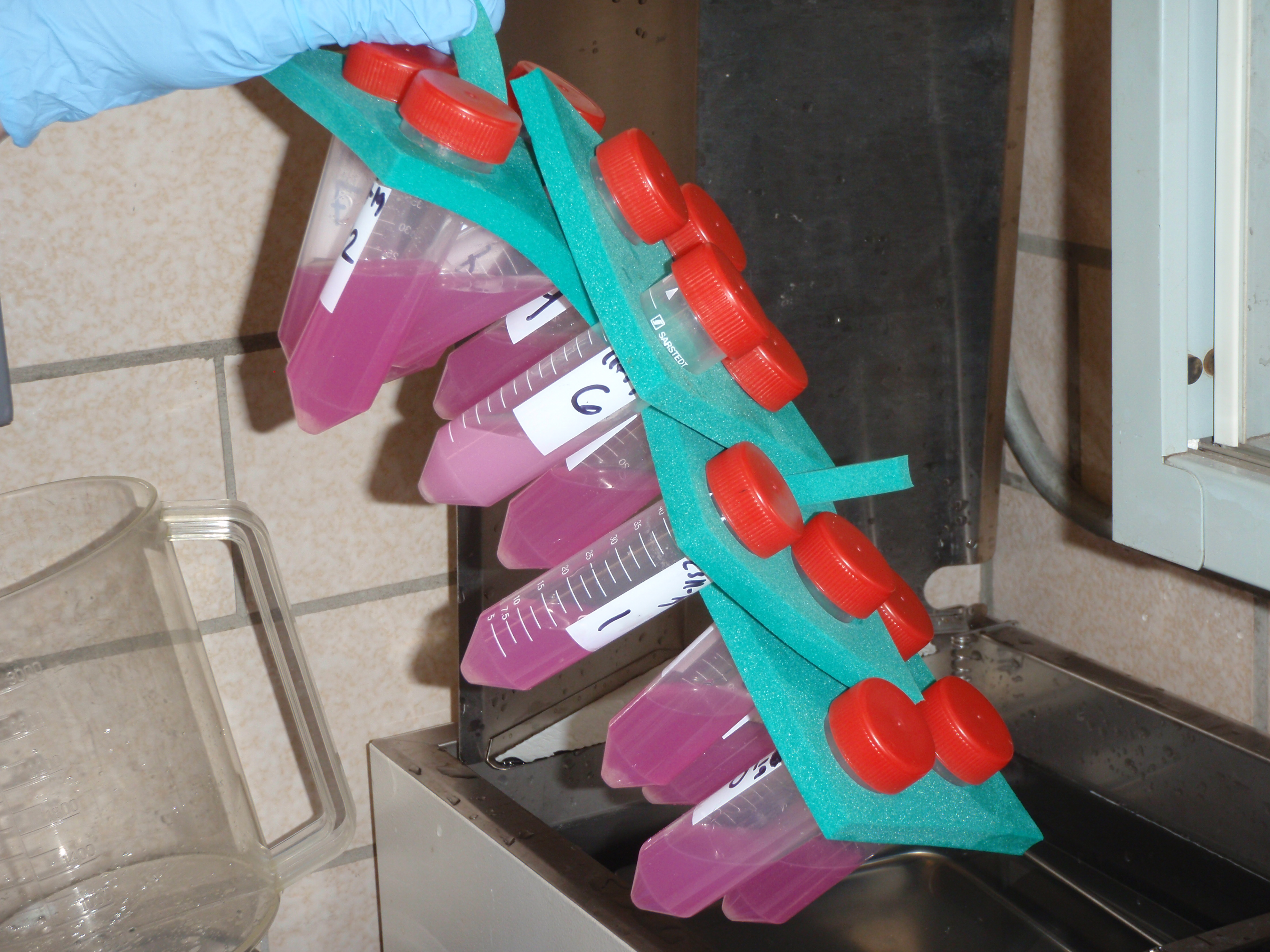